# Società di Cristo Signore
La Società di Cristo Signore (in francese Societé du Christ Seigneur, sigla S.C.S.) è un particolare istituto di vita consacrata di diritto pontificio.
L'istituto venne fondato il 1º dicembre 1951 a Montréal dal sacerdote gesuita Ludger Brien (1908-1999) come associazione di perfezione (simile a un istituto secolare) all'interno delle congregazioni mariane: il titolo originale della società fu Société Leunis, in onore di Jean Leunis (1532-1584), fondatore della prima congregazione mariana.
Nel 1973 la comunità è diventata un'associazione di vita consacrata a spiritualità ignaziana aperta a uomini e donne e l'8 dicembre 1977 l'arcivescovo di Montréal ne ha approvato le costituzioni.
L'istituto ha ricevuto l'approvazione della Santa Sede come nuova forma di vita consacrata ai sensi del canone 605 del Codice di diritto canonico ed è divenuto di diritto pontificio.
Il responsabile generale della Società risiede a Montréal: alla fine del 2008 la Società contava 7 comunità femminili e una maschile e 91 membri di sesso femminile e 24 di sesso maschile.